# Římskokatolická farnost Dolní Libchavy
Římskokatolická farnost Dolní Libchavy je územním společenstvím římských katolíků v orlickoústeckém vikariátu královéhradecké diecéze.

## O farnosti

### Historie
Původní kostel v Dolních Libchavách byl dřevěná barokní stavba. Ten však počátkem 19. století vyhořel a na jeho místě byl v roce 1802 postaven kostel nový, již zděný. V roce 1999 byly pro kostelní věž požehnány tři nové zvony. Ty jsou náhradou za zvony původní, které byly zrekvírovány za druhé světové války.

#### Přehled duchovních správců
- 1970/1971 R.D. Josef Hurych (farář)
- 1999–2005 R.D. Pavel Kalita
- 2005–2022 R.D. Vladislav Brokeš (administrátor ex currendo z Ústí nad Orlicí)
- od 2022 dosud R.D. Jan Pitřinec (administrátor ex currendo z Ústí nad Orlicí)

### Současnost
Farnost nemá sídelního duchovního správce a je administrována ex currendo z Ústí nad Orlicí.
| Kostel              | Místo          | Bohoslužba     | Bohoslužba  | Poznámka     |
| ------------------- | -------------- | -------------- | ----------- | ------------ |
| Kostel sv. Mikuláše | Dolní Libchavy | neděle čtvrtek | 10.00 16.15 | farní kostel |